# Patinaje artístico sobre hielo
El patinaje artístico sobre hielo consiste en interpretar una pieza musical patinando sobre una pista de hielo y realizando piruetas, giros, saltos y acrobacias; estos elementos son valorados por unos jueces siguiendo un código de puntuación que tiene en cuenta tanto el aspecto técnico y atlético de la actuación como la interpretación artística. Aunque el patinaje con fines recreativos se practica desde hace varios siglos, el patinaje artístico surgió en el siglo XIX y experimentó varios desarrollos técnicos y estilísticos hasta alcanzar su forma actual.
La Unión Internacional de Patinaje sobre Hielo gobierna el deporte y organiza competiciones internacionales en las modalidades de patinaje artístico individual, de parejas, danza sobre hielo y patinaje sincronizado. El patinaje artístico sobre hielo es un deporte de invierno, aunque se suele practicar durante todo el año. El patinaje de competición requiere una buena preparación física y un entrenamiento intensivo.

## Historia del patinaje artístico

### Evolución técnica

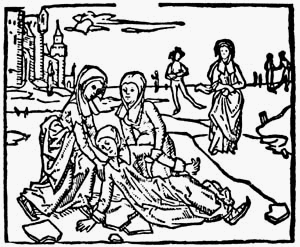
Grabado de madera de 1498 donde se muestra a un patinador empleando la típica técnica de patinaje utilizada con cuchillas de hierro con filos

Se practicaba en climas fríos, donde lagos y ríos se congelaban durante el invierno. En el siglo XII, William Stephanides menciona la presencia de patinadores en Londres. El patinaje también era popular en Holanda, donde se utilizaba para desplazarse por la extensa red de canales. Por aquel entonces los patines eran de hueso y se ataban con cuerdas a los zapatos. Los patinadores utilizaban bastones con una punta afilada para impulsarse sobre el hielo.
La invención de patines con cuchillas de hierro supuso una mejora importante porque al poseer bordes afilados penetraban en el hielo y permitían a los patinadores desplazarse sin apoyos, utilizando el característico movimiento de lado a lado. Esta innovación probablemente tuvo lugar en los Países Bajos en el siglo XV, pues en un grabado de madera de Johannes Brugman, del año 1498, aparece un patinador impulsándose con esta técnica. Existen numerosas obras de arte de los siglos XVI y XVII donde figuran patinadores en lagos y canales helados, demostrando la popularidad del patinaje como actividad recreativa en esta época. En el siglo XVIII se creó el primer club de patinaje en Edimburgo.

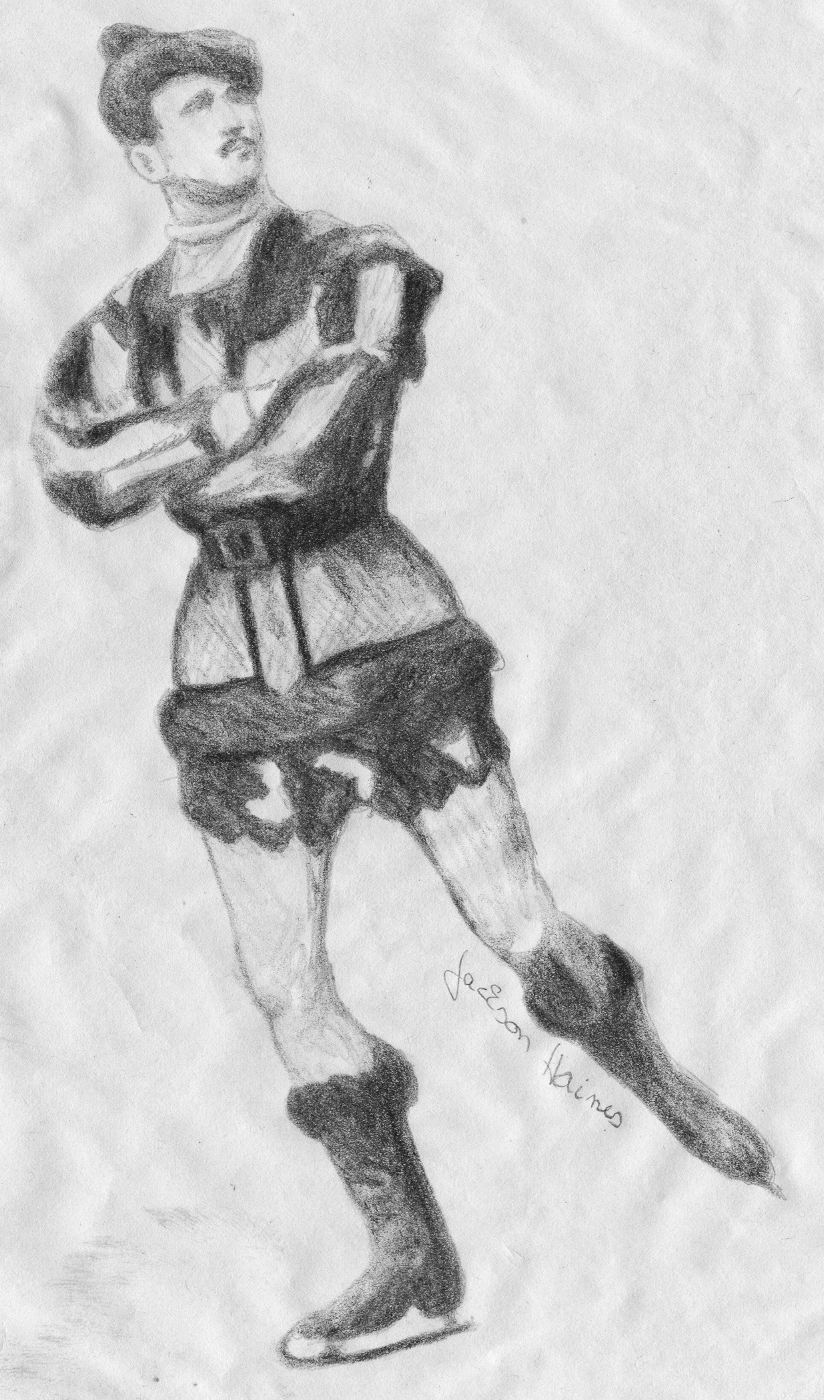
Jackson Haines, padre del patinaje artístico

En el siglo XIX hubo varios avances que determinaron la forma moderna del deporte:
1. La aparición de las cuchillas de acero, mucho más ligeras y resistentes, y con mayor curvatura, más apropiadas para efectuar giros y piruetas. También se empezaron a usar patines con cuchillas permanentemente unidas a las botas.
2. Las primeras pistas de hielo artificiales, la mayoría al aire libre, aunque las primeras pistas cubiertas también aparecieron al final de siglo. Esto incrementó la participación en el deporte.[2]
3. Una revolución estilística, traída de la mano del patinador estadounidense Jackson Haines; este combinó sus conocimientos de ballet y su experiencia como artista de variedades con el patinaje y aportó un elemento artístico a un deporte que, hasta entonces, era meramente técnico. Se le considera como el fundador del patinaje artístico moderno.[3]

A principios del siglo XX apareció la última innovación notable en el diseño de los patines de patinaje sobre hielo: la serreta en la punta de las cuchillas, que hizo posible aumentar la altura y longitud de los saltos y contribuyó a la progresión desde los saltos de una rotación hasta los saltos triples y cuádruples que son habituales en las competiciones modernas. A mediados de este mismo siglo, se empezaron a mejorar los sistemas de  refrigeración y los materiales de construcción aislantes. Con el consiguiente aumento de la construcción de pistas cubiertas, el patinaje sobre hielo dejó de ser un deporte de temporada y empezó a practicarse durante todo el año, a la vez que se fue extendiendo a partes del mundo donde, por el clima más cálido, no contaba con tradición.

### Historia del patinaje sobre hielo de competición

#### Desde 1882 a 1969
La primera competición internacional de importancia tuvo lugar en 1882 en Viena. Las primeras competiciones constaban de tres partes: las «figuras obligatorias», en las que todos los patinadores realizaban el mismo trazado o figura sobre el hielo, las «figuras especiales», en las que el patinador trazaba una figura de su elección, y el «programa libre» en el que también se incluían saltos y piruetas. Aunque las figuras especiales requerían una gran habilidad, no eran muy populares entre los espectadores, ya que era imposible efectuar trazas complejas con un movimiento fluido sobre el hielo.

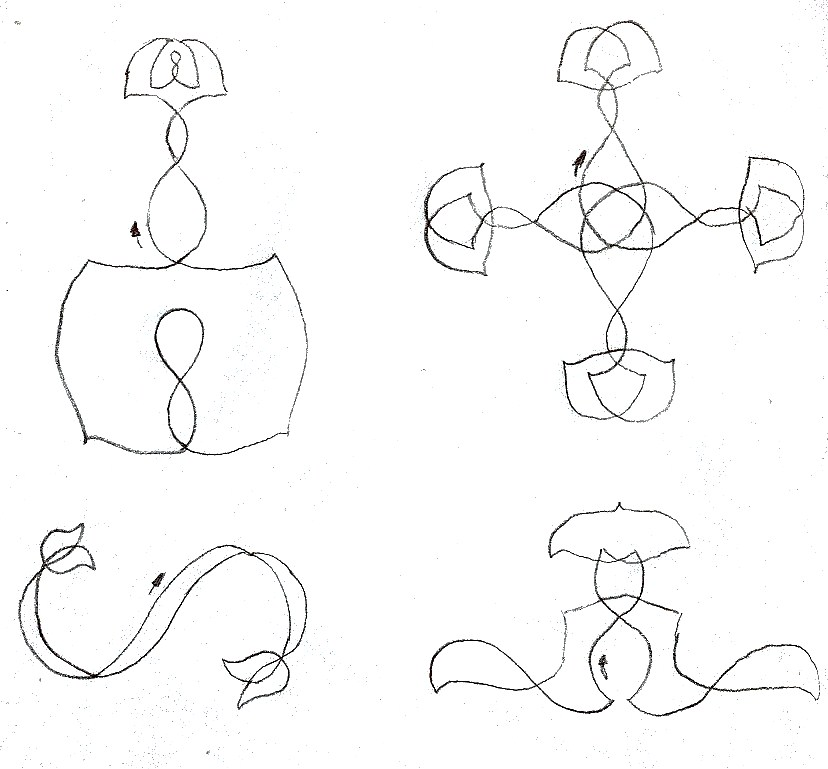
Diagramas de las figuras trazadas por el patinador ruso Nikolai Panin en la competición de figuras especiales de los Juegos Olímpicos de 1908

La Unión Internacional de Patinaje sobre Hielo, o ISU ('International Skating Union'), fue fundada en 1892. Los primeros campeonatos mundiales tuvieron lugar en 1896, en San Petersburgo, Rusia. Las competiciones de patinaje individual organizadas por la ISU se componían de dos segmentos: las figuras obligatorias y el programa libre. Al principio solo competían los hombres, pero dado que el reglamento no excluía explícitamente a las mujeres, en 1902 la inglesa Madge Syers se presentó a los campeonatos y acabó en segundo lugar. A raíz de este suceso, la ISU decidió prohibir la participación femenina, pero dos años más tarde la permitió de nuevo, aunque creando una categoría separada de la masculina. En 1908 se introdujo la categoría de parejas, siendo así el patinaje uno de los primeros deportes en que las mujeres tuvieron la oportunidad de competir al más alto nivel.
El patinaje artístico debutó en los Juegos Olímpicos de 1908 en Londres como un deporte de exhibición; la competición tuvo lugar sobre una superficie de hielo artificial, al final de los Juegos. En 1920, el patinaje artístico se convirtió, junto con el hockey sobre hielo, en el primer deporte de invierno olímpico oficial, cuatro años antes de que los primeros Juegos Olímpicos de Invierno de 1924 se celebraran en Chamonix (Francia). Desde el debut olímpico de 1908 se competía en las categorías masculina, femenina y parejas. La competición de danza sobre hielo, introducida internacionalmente por primera vez en el Campeonato del Mundo de 1952, no tuvo lugar en los Juegos Olímpicos hasta 1976, en Innsbruck.

#### Desde 1969 hasta la actualidad
Aunque en las disciplinas de parejas y de danza no se competía en figuras, estas últimas formaron parte del patinaje individual hasta 1991. Hasta 1969, las figuras contribuían un 60 % a la clasificación final, y el programa libre, 40 %. A partir de entonces la importancia de las figuras empezó a disminuir, como consecuencia indirecta de la transmisión de las competiciones por televisión: el programa libre resultaba más atractivo para una audiencia general sin un conocimiento técnico del deporte, que no entendía por qué los patinadores más artísticos, con los mejores saltos y piruetas acababan casi siempre peor clasificados que patinadores libres mediocres pero con más aptitud para las figuras. Esto impulsó la introducción en 1972 del programa corto y la reducción del peso de las figuras al 40 % del total. Al paso de los años la contribución de las figuras fue reduciéndose aún más, hasta llegar a solo el 20 % antes de su completa eliminación de las competiciones internacionales.
El cambio más reciente en el patinaje de competición fue la adopción de un sistema nuevo de puntuación basado en la suma de puntos totales obtenidos en los dos segmentos de la competición. Este método sustituyó al sistema «6,0», basado en la suma ponderada de los ordinales de clasificación en los dos programas. Una característica del antiguo sistema que causaba confusión a los espectadores, es que el orden de clasificación entre dos o más patinadores podía cambiar como consecuencia del resultado conseguido por otro competidor. Un ejemplo muy comentado ocurrió en el Campeonato Europeo de 1997, en el que la composición del medallero cambió drásticamente tras el programa del último patinador en la competición. También se criticaba que, a pesar del mayor peso dado al programa libre, una clasificación mala en el programa corto podía dejar a un competidor sin posibilidad de medalla, incluso en casos de empate técnico con patinadores en posiciones más altas. A partir de 1997 se empezaron a examinar métodos alternativos de puntuación.
El sistema actual se introdujo tras el escándalo desatado al revelarse que varios jueces habían hecho un pacto para influir en los resultados en los Juegos Olímpicos de 2002 en Salt Lake City. En algunos aspectos la reacción al cambio fue positiva: por ejemplo, algunos patinadores consideran positivo recibir la puntuación detallada para cada elemento. El nuevo sistema también ha recibido críticas por su complejidad, por ser, paradójicamente, más sensible a un error o manipulación intencionada por parte de los jueces y por su costo en personal y medios técnicos, lo cual dificulta su adopción por clubes de patinaje.

### Grandes figuras

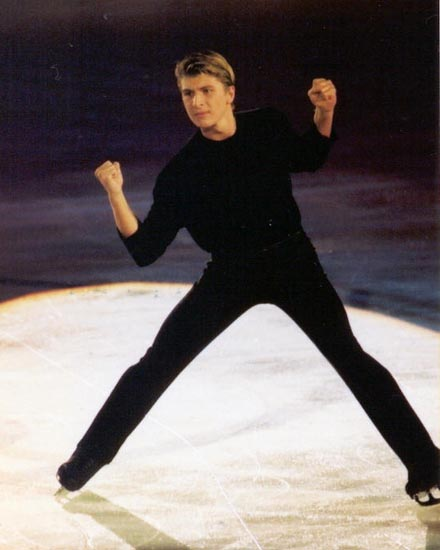
Alekséi Yagudin, uno de los patinadores más destacados de la era moderna

A principios de siglo, la figura más destacada del patinaje fue el sueco Ulrich Salchow, que inventó el salto del mismo nombre y ganó los campeonatos del mundo en diez ocasiones. En los años 20 y 30 del siglo XX, destacó la noruega Sonja Henie, que ganó tres medallas de oro olímpicas entre 1928 y 1936 y diez campeonatos del mundo consecutivos desde 1927, igualando a Ulrich Salchow en un récord que no ha logrado alcanzar ningún otro patinador individual. Sonia Henie también popularizó la típica falda corta y patines blancos que usan las patinadoras.
Tras la Segunda Guerra Mundial los patinadores de Estados Unidos y Canadá empezaron a destacar en este deporte. La figura principal de esta época fue Richard Button, el primer patinador que logró realizar el axel doble, salto que cuenta con dos giros y medio en el aire, y un salto triple utilizando la técnica de cruzar los pies en el aire, inventada por su entrenador, el suizo Gustave Lussi. También se debe mencionar a los estadounidenses David Jenkins, Janet Lynn y Peggy Fleming; y los canadienses Barbara Ann Scott y Donald Jackson.
En las últimas décadas, varios patinadores se han destacado ganando títulos mundiales u olímpicos; entre ellos se encuentran los patinadores masculinos Scott Hamilton, Brian Boitano, Viktor Petrenko Brian Orser, Kurt Browning, Robin Cousins, Elvis Stojko, Alekséi Urmánov, Alekséi Yagudin, Yevgeni Pliúshchenko, Stéphane Lambiel, Jeffrey Buttle, Johnny Weir, Evan Lysacek, Daisuke Takahashi, Patrick Chan, Yuzuru Hanyu y Javier Fernández López; y las patinadoras Katarina Witt, Midori Ito, Kristi Yamaguchi, Dorothy Hamill, Chen Lu, Oksana Bayul, Michelle Kwan, Sarah Hughes, Tara Lipinski, Irina Slutskaya, Mariya Butyrskaya, Shizuka Arakawa, Yu-Na Kim, Miki Ando, Evgenia Medvedeva, Mao Asada y la última ganadora de los juegos: Alina Zagitova.
La categoría de parejas estuvo dominada mucho tiempo por la Unión Soviética y posteriormente Rusia, con patinadores del calibre de Liudmila Belousova y Oleg Protopopov, Irina Rodnina, que ganó 10 campeonatos del mundo y tres medallas de oro olímpicas con dos parejas sucesivas, Alekséi Ulánov y Aleksándr Zaitsev y Yekaterina Gordéyeva y Serguéi Grinkov entre otros. En el siglo XXI empezaron a destacar las parejas chinas, entrenadas por Yao Bin, como los campeones olímpicos de 2010 Xue Shen y Hongbo Zhao.
El programa de Bolero de Ravel, con el que los patinadores británicos Jayne Torvill y Christopher Dean ganaron la medalla de oro de danza en los Juegos Olímpicos de Sarajevo (1984) es considerado un gran clásico del patinaje sobre hielo.

## Equipamiento

### Pistas de hielo
Solo se puede practicar en hielo artificial, cubierta o al aire libre. Las competiciones internacionales de la ISU tienen lugar en pistas cubiertas, preferentemente de 60 x 30 metros y nunca menores de 56 x 26 metros. La superficie helada debe ser lo más regular y plana posible, para poder obtener un deslizamiento suave e ininterrumpido y optimizar la ejecución de giros y piruetas, por lo cual la práctica del deporte en hielo natural o durante sesiones de patinaje públicas muy concurridas suele realizarse solo con fines recreativos. Durante las competiciones se suele reparar el hielo tras dos grupos de patinadores. La temperatura del hielo no está reglamentada, dependiendo en parte del sistema de refrigeración y en parte del uso mayoritario de la pista: las pistas con un programa de patinaje artístico de élite suelen mantener el hielo a una temperatura relativamente alta (-5.5 °C) en comparación con las pistas con más dedicación al hockey sobre hielo o al patinaje público. A esta temperatura se tiene mejor control sobre las figuras y elementos realizados sobre un filo pronunciado, a costa de un deterioro más rápido de la superficie.

### Patines

Esquema de un patín para patinaje artístico. L representa el patín izquierdo, y R, el derecho. Se muestra: 1) la serreta en la parte delantera de la cuchilla 2) el filo externo de la cuchilla 3) El filo interno.

El patín para la práctica del patinaje artístico consta de una bota, similar a la utilizada en el  patinaje artístico sobre ruedas y una cuchilla sujeta a la bota por tornillos. En los patines de mejor calidad las botas y cuchillas se suelen adquirir por separado; esta práctica permite el emplazamiento exacto de la cuchilla de acuerdo a la preferencia del patinador y más flexibilidad al intercambiar o reemplazar el equipo, por ejemplo, reutilizando las mismas cuchillas en un par de botas nuevas.
Las botas suelen ser predominantemente de cuero. Este material tiene la ventaja de amoldarse gradualmente al pie, lo cual resulta en un control más preciso de los patines. Las suelas de los patines modernos suelen incluir materiales plásticos más ligeros para disminuir el peso del patín. Es importante que las botas proporcionen suficiente sujeción lateral en los tobillos, por los cual los patines utilizados para saltos multirotacionales tienen una construcción muy rígida. La costumbre de usar patines blancos para las mujeres y negros para los hombres está muy extendida, aunque no obedece a ningún criterio o norma impuesta por el reglamento; es posible usar patines de otros colores y es bastante común cubrirlos parcial o totalmente con medias, pantalones o fundas de colores para adaptarlos al tema del programa o al atuendo del patinador. Hasta bien entrado el siglo XX, tanto hombres como mujeres llevaban patines oscuros, hasta que algunas patinadoras famosas, como  Charlotte Oelschlagel o Sonja Henie empezaron a utilizar patines blancos e iniciaron así esta tradición.
Las cuchillas son de acero templado, recubiertas de una capa de cromo para protegerlas de la oxidación, excepto por la parte inferior que está en contacto con el hielo; esta parte de la cuchilla tiene un perfil cóncavo, dando lugar a dos filos muy pronunciados: interno y externo. El patinador patina sobre el filo interno o externo cuando se inclina hacia el lado interior o exterior del pie. Este diseño obedece a razones prácticas: un filo estrecho penetra más profundamente en el hielo, lo que ayuda a propulsarse al presionar contra el hielo y a ejecutar maniobras complicadas sin resbalar. Se considera mala técnica patinar continuamente con el peso repartido sobre los dos filos. El filo se desgasta gradualmente con el uso y es necesario afilar las cuchillas regularmente, además de protegerlo con cubiertas de plástico o madera para caminar fuera de la pista.
El perfil longitudinal varía a lo largo de la cuchilla. La serreta en la parte delantera se utiliza principalmente para iniciar los saltos y piruetas; el uso de la serreta para impulsarse es un error típico de los patinadores principiantes. La parte trasera de la cuchilla es ligeramente curva, con un radio de unos 2 m. El radio de curvatura es menor en los primeros centímetros detrás de la serreta; el menor contacto con el hielo sobre esta parte de la cuchilla facilita la ejecución de piruetas.

## Elementos del patinaje artístico

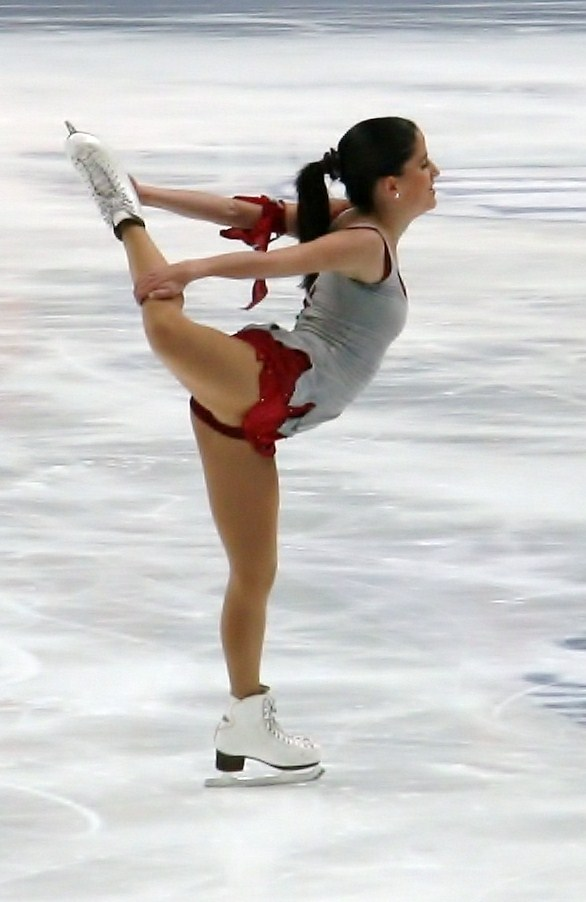
Sonia Lafuente realizando una variación de ángel sujetando la pierna y patín con las manos

Los elementos puntuables del patinaje artístico son las secuencias de pasos, las secuencias de ángeles, los saltos y las piruetas. En el patinaje de parejas, danza sobre hielo y patinaje sincronizado también se puntúan las elevaciones.

### Secuencia de pasos
En las secuencias de pasos, los patinadores se desplazan sobre el hielo ejecutando giros —cambios de dirección— y pasos sobre el filo de la cuchilla o la serreta. Se permiten saltos si no cuentan con más de media rotación en el aire y paradas breves en consonancia con la música. Las secuencias de pasos pueden ser en línea recta, en círculo y en serpentina —describiendo semicírculos—. Se debe realizar una o dos en el programa, dependiendo de la categoría.
En la categoría de danza es obligatorio realizar una secuencia de twizzles, giros rápidos sobre un pie realizados en sincronía por los dos patinadores.

### Secuencia Coreográfica
Esta secuencia reemplazó a  la secuencia de Ängeles y  es obligatoria en las disciplinas de Hombres, mujeres y parejas. Consiste en la realización de por lo menos 2 elementos coreográficos Steps
"Spirals","Arabesques", "Spread eagles", "Ina Bauers", "Hydroblading", etc. Un aspecto importante de la realización de la secuencia coreográfica es que logre expresar el sentido y carácter de la coreografía

### Saltos
Los saltos pueden realizarse solos, en combinación —los saltos se realizan inmediatamente tras aterrizar el salto precedente— o en secuencia —los saltos están separados por un paso o un giro—. Los saltos se clasifican en varios tipos, dependiendo del filo de la cuchilla utilizado en el despegue, y de si se utiliza la serreta para impulsar el salto. Hay seis saltos principales: el axel, el lutz, el flip', el loop o ‘bucle’, toe loop o ‘bucle picado’ y el salchow. Según el número de rotaciones efectuadas en el aire, pueden ser simples, dobles, triples y cuádruples. En el patinaje femenino se ejecutan habitualmente todos los saltos triples, excepto el axel, que solo han logrado realizar unas pocas patinadoras, aunque cada vez más de ellas lo aterrizan, como Alexandra Trusova, Amber Gleen y Aliona Kostornaia. Los saltos cuádruples son también poco habituales y, a fecha de 2018, solo una patinadora ha recibido crédito por completar un salchow cuádruple en competición, ha fecha de 2021 muchas rusas como Alexandra Trusova han aterrizado uno o incluso varios . En patinaje masculino, varios patinadores realizan un salchow o un toe loop cuádruple, siendo más raros los saltos de mayor dificultad. A fecha de 2019, no se ha ratificado un axel cuádruple en competición. 
En la categoría de parejas también se realizan saltos lanzados, en los que el hombre impulsa a su pareja durante el despegue, y twist lifts, en los que el hombre debe atrapar a su pareja en el aire antes de que esta aterrice.

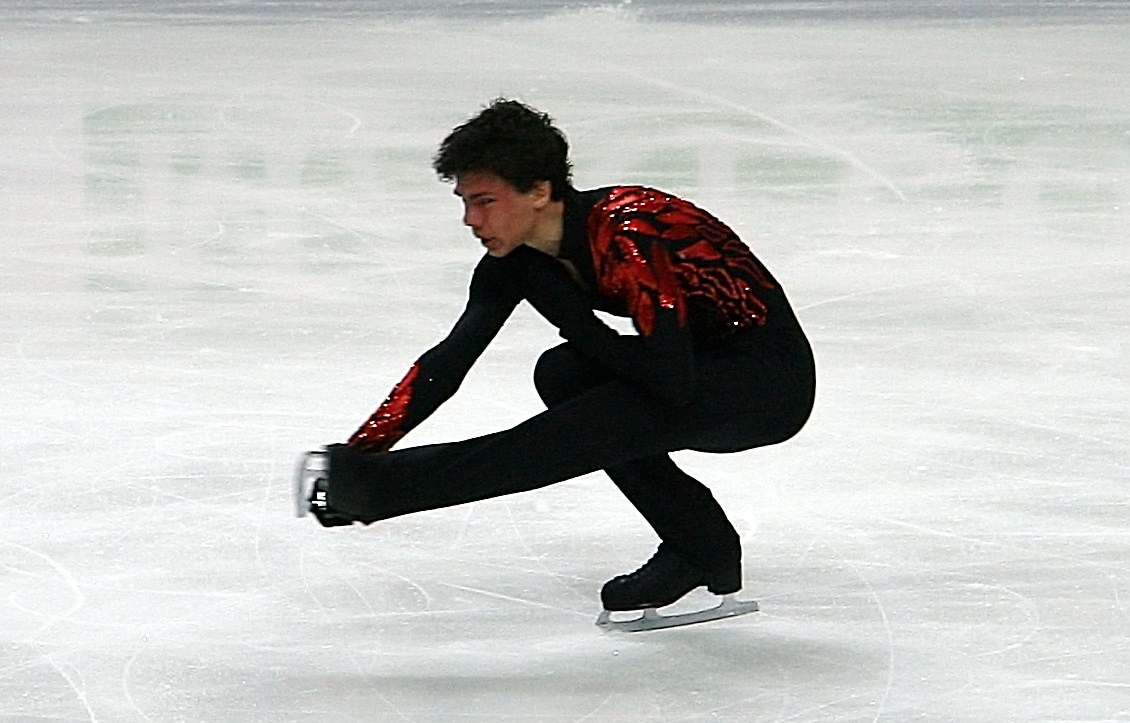
Pirueta en posición baja

En danza, los saltos no son obligatorios; normalmente se utilizan como un elemento coreográfico y no deben contar con más de una revolución en el aire ni ser realizados a la vez por los dos miembros de la pareja.

### Piruetas
Hay cuatro posiciones básicas para las piruetas: verticales, bajas, arabescas o camel (en forma de T) y techo, con el tronco inclinado hacia atrás o un lado. La posición de techo solo es obligatoria en la categoría femenina. Las piruetas pueden ser simples, sin cambios de pie o posición, o combinadas; si se inician con un salto, se denominan piruetas saltadas. Las parejas deben realizar tanto piruetas individuales sincronizadas como piruetas en pareja. En danza, se efectúan solo piruetas en pareja.

### Elevaciones

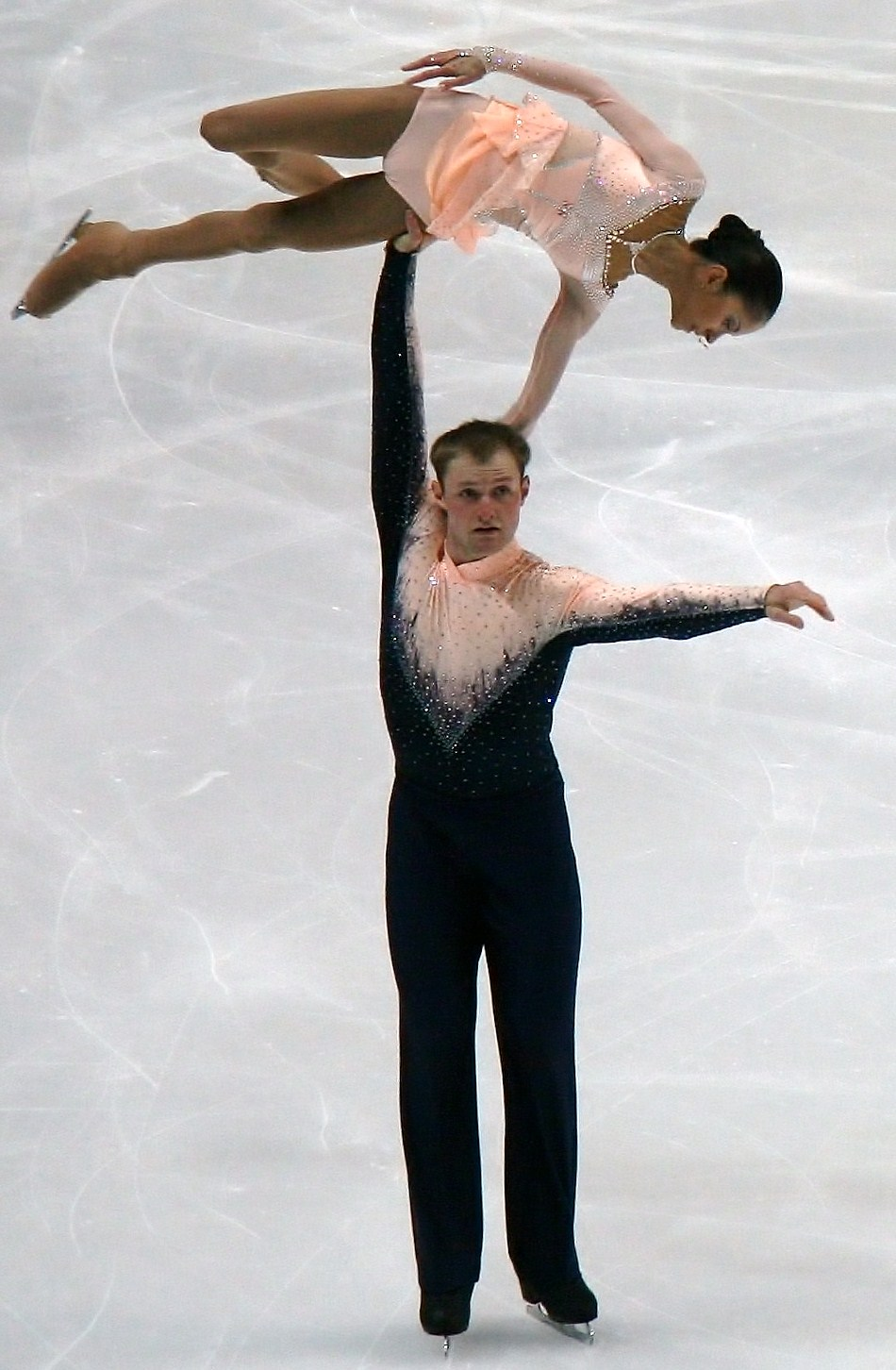
Vera Bazarova y Yuri Larionov efectuando una elevación por la cadera

En parejas y en danza se realizan elevaciones. En la categoría de parejas hay cinco grupos de elevaciones: 1) elevación por la axila, 2) por la cintura, 3) por el muslo o cadera, 4) por la mano sin cambio de dirección en el aire, o press lift, 5) por la mano, con la mujer describiendo un giro en el aire, denominada lasso lift o «lazo». En danza, hay más variedad en las elevaciones y la mujer puede levantar al hombre. Sin embargo, no se permite alzar a la pareja a más altura que por encima de la cabeza.

### Espiral de la muerte
Las espirales de la muerte son obligatorias en la categoría de parejas. La mujer describe un círculo sobre el filo del patín manteniendo una posición horizontal, mientras que su pareja la sujeta por la mano.

### Movimientos de enlace
Se conoce como movimientos de enlace a cualquier movimiento, pasos, salto, etc. que se realice entre los elementos obligatorios del programa.

## Competiciones internacionales
La Unión Internacional de Patinaje es la organización responsable de las competiciones internacionales de patinaje artístico sobre hielo, excepto los Juegos Olímpicos, organizados conjuntamente con el Comité Olímpico Internacional. Las competiciones más importantes son:
- Los Campeonatos Mundiales

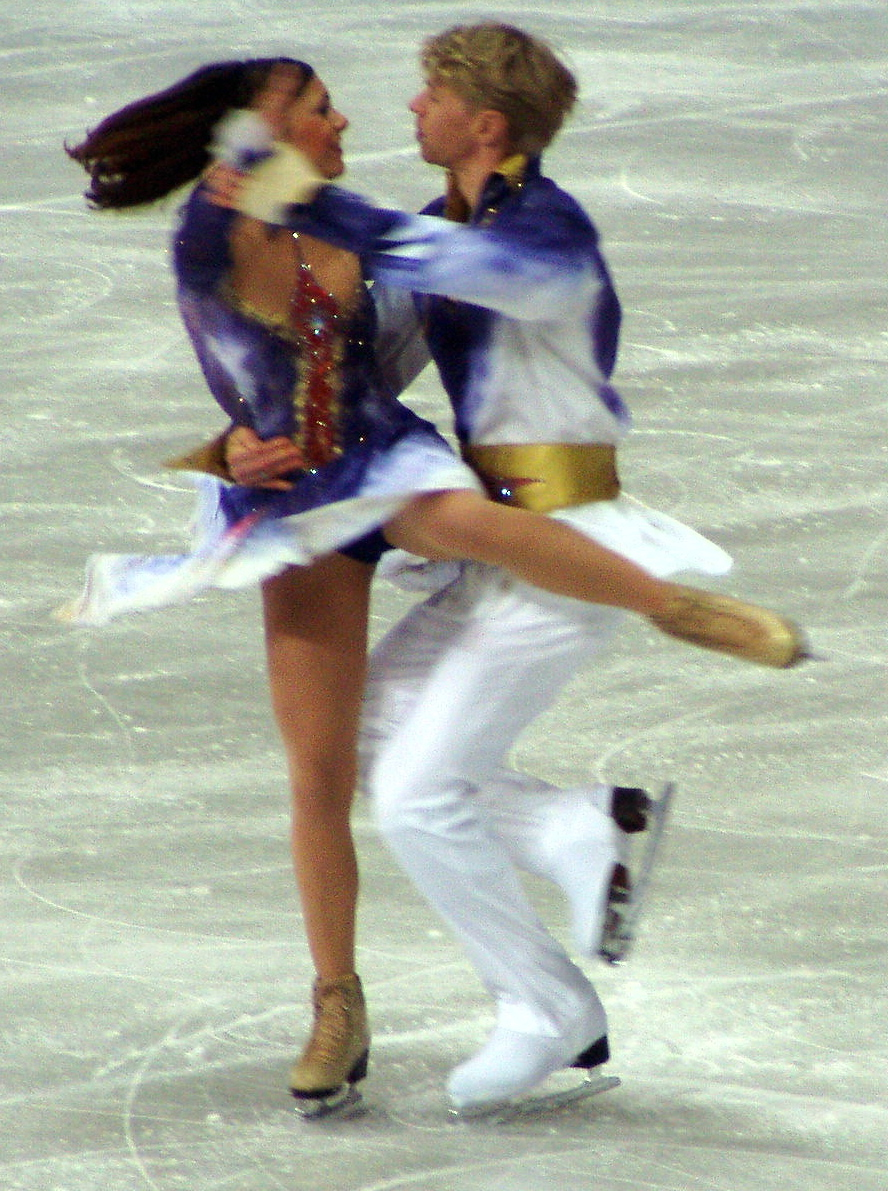
Isabelle Delobel y Olivier Schoenfelder en el Campeonato Mundial de danza de 2005

- Los Campeonatos Europeos (para patinadores europeos)
- El Campeonato de los Cuatro Continentes (para patinadores de África, América, Asia y Oceanía)
- La serie del Grand Prix
- Los Juegos Olímpicos de Invierno.
- Los Campeonatos Mundiales Junior

Todas estas competiciones tienen lugar anualmente, excepto los Juegos Olímpicos. Los campeonatos Mundiales y el Grand Prix se celebran en dos categorías: Sénior y Júnior. Desde el año 2000, La ISU organiza también eventos en la disciplina de patinaje sincronizado, separados de las competiciones de patinaje artístico y de danza. Los equipos de patinaje sincronizado pueden ser mixtos, aunque la mayoría están compuestos casi exclusivamente por mujeres. El patinaje sincronizado no es deporte olímpico.
Las competiciones de patinaje individual y de parejas consisten en un programa corto y un programa libre. En el programa corto, los patinadores deben realizar una serie de movimientos estipulados en el reglamento y que son los mismos para todos los participantes. La omisión de uno de los elementos está penalizada. En el programa libre, aparte de algunos requisitos mínimos y límites en el número de veces que se puede intentar un movimiento, los patinadores puede ejecutar los elementos que deseen.
Las competiciones de danza constan de una danza corta y una danza libre, y hasta 2010 dos danzas obligatorias. En las danzas obligatorias todas las parejas ejecutaban los mismos pasos usando el mismo ritmo. En 2011 la ISU eliminó oficialmente este segmento de la competición, incorporando en su lugar dos secuencias de pasos de una danza obligatoria por temporada en la danza corta. La música de la danza corta tiene que ajustarse a un ritmo y carácter determinado que cambia de año en año, como vals, ritmos latinos, música folclórica, etc. En la danza cuenta más la expresión del carácter de la música que en patinaje individual o por parejas, y se permite el uso de música con letra cantada.

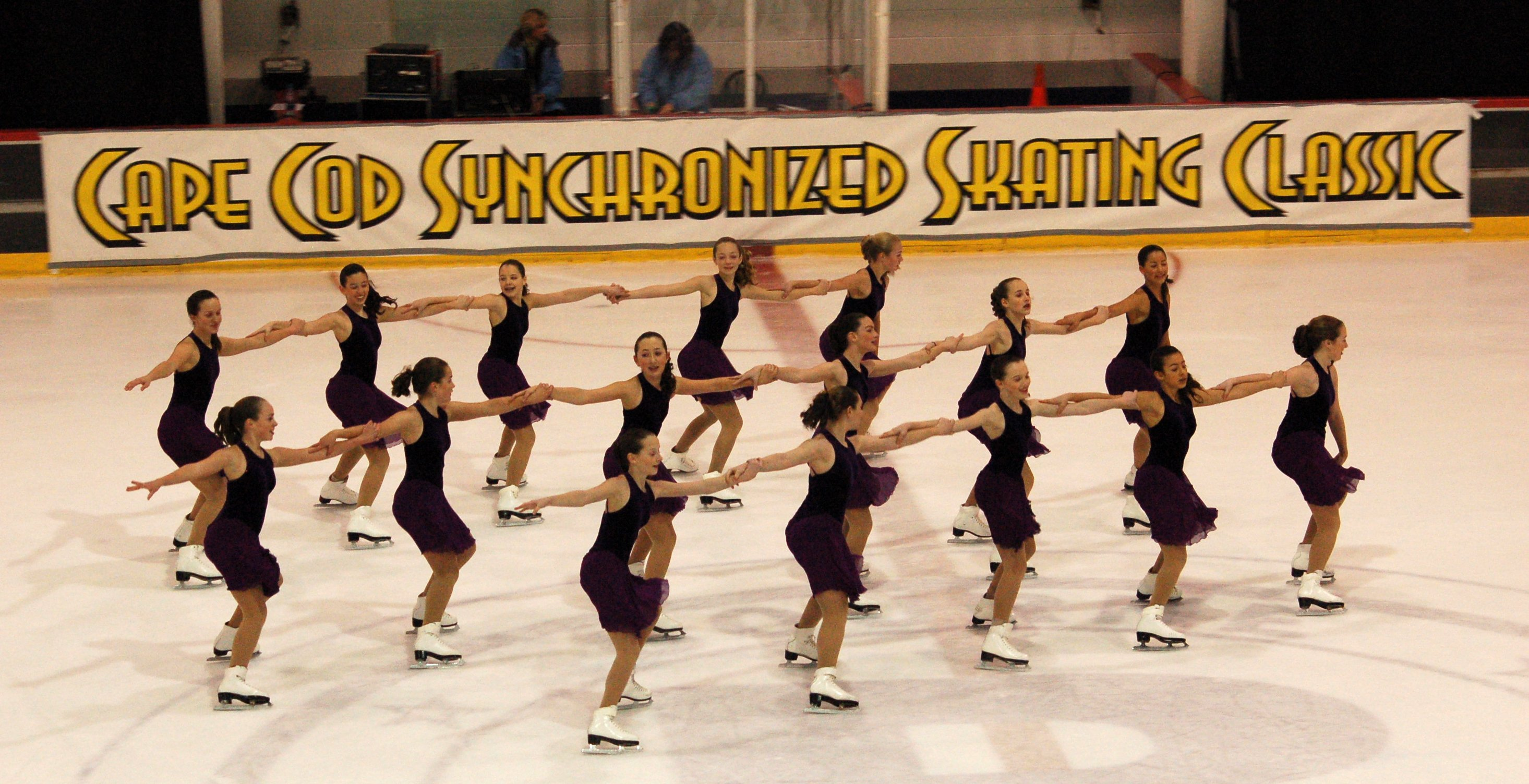
Patinaje sincronizado

En 2009, la ISU introdujo una competición mundial por equipos, en la que se combinan los resultados de los patinadores individuales, danza y parejas de cada país participante. El motivo de crear este evento fue promover el desarrollo de patinadores de élite de todas las modalidades del patinaje. En los Juegos Olímpicos, la primera competición por equipos tuvo lugar en Sochi, en 2014.

### Reglas para la participación en competiciones

#### Profesionales y amateurs
Al principio de su historia, el patinaje sobre hielo era un deporte estrictamente  amateur: los patinadores no podían realizar ninguna actividad remunerada en cualquier actividad deportiva, competir contra profesionales o aceptar dinero por patinar. Estos requisitos se fueron relajando con el paso del tiempo, hasta que en la última década del siglo XX desaparecieron prácticamente todas las restricciones, dejándose en las manos de las asociaciones de patinaje nacionales la decisión sobre la eligibilidad de los patinadores para la competición internacional. La única prohibición explícita es la de participar en competiciones no sancionadas por la ISU o las asociaciones nacionales miembros.

#### Edad
Para competir en un campeonato sénior de la ISU o en los Juegos Olímpicos, los patinadores tienen que contar al menos con quince años cumplidos antes del 1 de julio anterior a la competición. Hasta la temporada 2013/2014, los patinadores de catorce años podían participar en otras competiciones internacionales sénior, pero en junio de 2014 la ISU equiparó la edad mínima en todos los eventos en esta categoría. En las competiciones de categoría júnior, la edad mínima es de trece años y la máxima de diecinueve, o veintiuno para los patinadores masculinos en danza o parejas.

#### Nacionalidad
Para competir en los Juegos Olímpicos, los patinadores tienen que poseer la nacionalidad del país al que representan. En otras competiciones los patinadores pueden representar al país en el que hayan residido durante el último año, siempre que no hayan patinado por otro país en una competición internacional durante ese intervalo.
Todos los países miembros de la ISU pueden nominar al menos a un patinador con la cualificación técnica apropiada para representar al país en las competiciones organizadas por la ISU. La excepción a esta norma es la serie del Grand Prix, en la que los patinadores se clasifican como cabezas de serie con base a los resultados obtenidos en las competiciones de la temporada anterior y su posición en la clasificación de la ISU, o son invitados por la federación nacional organizadora del evento. En las demás competiciones se pueden presentar hasta tres patinadores por país, dependiendo de los resultados alcanzados en conjunto por ese país en la competición de la temporada previa; en el caso de los Juegos Olímpicos el número se determina en el campeonato del mundo precedente. El Comité Olímpico de cada país puede establecer requisitos adicionales.

#### Música
Los programas para la competición oficial deben tener una duración determinada, que depende de la disciplina, del nivel  y de la fase de la competición. Durante la mayor parte de la historia del deporte, solo la música instrumental estaba permitida en las competiciones oficiales, tanto de patinaje libre como de danza sobre hielo, aunque se autorizaba música vocal siempre que esta no tuviera una letra inteligible; el propósito de esta norma era impedir que el canto y la letra distrajera de la actuación del patinador. En 1997, la ISU  decidió permitir el uso de música cantada en  la danza sobre hielo, permiso ampliado al resto de las disciplinas a partir de la temporada 2014/2015. La diferencia principal entre la música empleada en danza sobre hielo es que debe tener un ritmo bien definido, al que deben ajustarse los movimientos de los patinadores, mientras que en patinaje libre no existe tal requisito.

### Sistema de puntuación 6,0
Este sistema de puntuación era el sistema oficial de la ISU hasta 2006. En la actualidad sigue en uso en algunas competiciones no organizadas por la ISU; por ejemplo, la Asociación de Patinaje Artístico de Estados Unidos («US Figure Skating») lo autoriza en las competiciones recreativas o de nivel de principiantes.
Las puntuaciones son otorgadas por un panel de hasta 9 jueces. Las calificaciones están comprendidas en una escala del 0 al 6. Cada juez otorga dos notas: la primera por el mérito técnico — en el programa libre— o elementos obligatorios —en el programa corto— y la segunda, por la presentación del programa. Las dos notas se suman y la nota final se utiliza para clasificar al patinador en una lista de preferencia para cada juez. La posición final del patinador se decide por consenso, combinando las preferencias de todos los jueces: el primer clasificado es el patinador que ha sido puesto en primera posición por una mayoría de jueces; el segundo clasificado, el que ha obtenido una mayoría de segundos puestos y así sucesivamente.
La posición conseguida en el programa corto vale un tercio del resultado final, mientras que la del programa libre vale los dos tercios restantes.

### Sistema de puntuación ISU

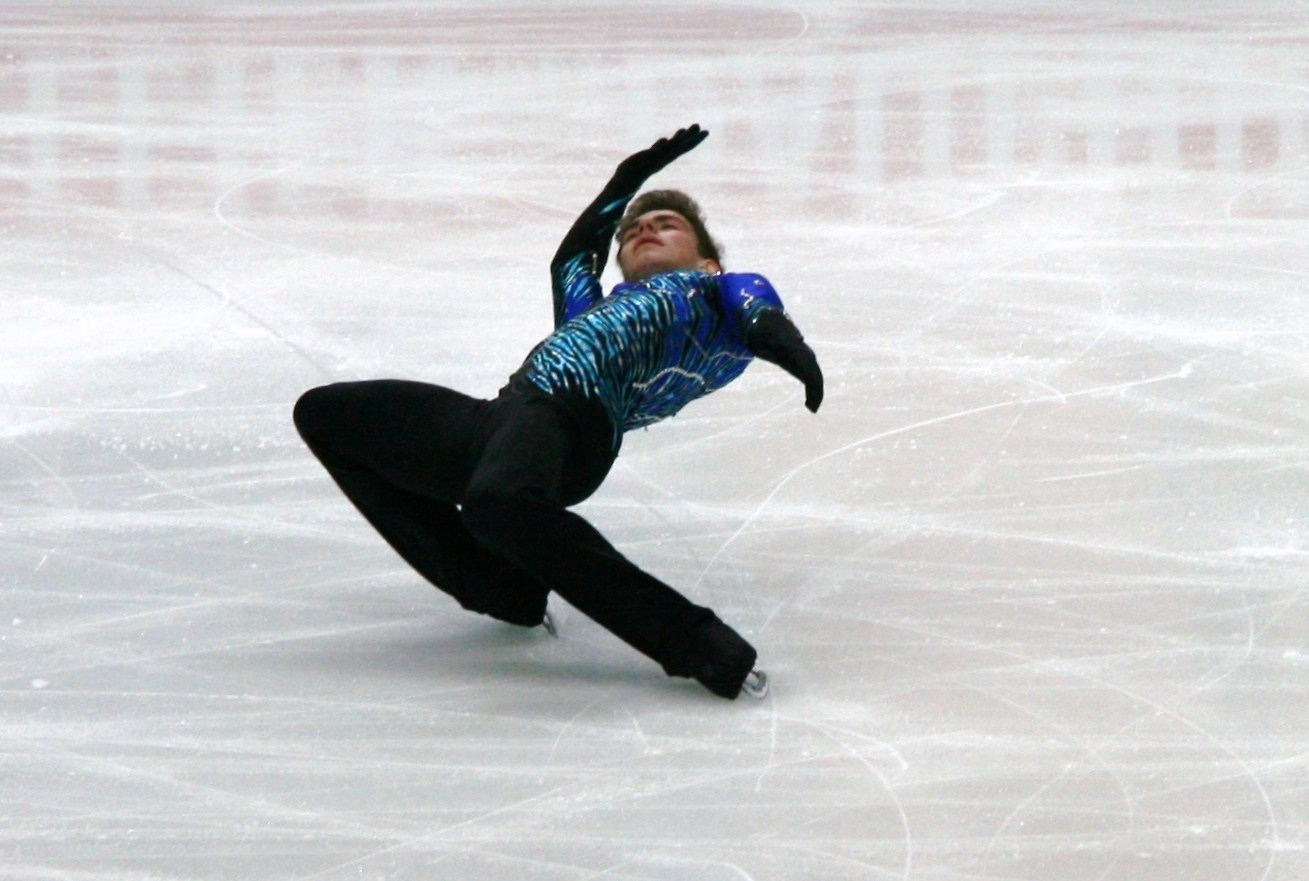
Movimiento de enlace. Este tipo de elemento se valora en la nota de componentes.

El sistema de clasificación actualmente vigente en competiciones internacionales y los Juegos Olímpicos se basa en el total de puntos acumulados. Se otorgan dos puntuaciones: técnica y de componentes. La nota técnica depende de la dificultad de los elementos ejecutados en el programa y la calidad o grado de ejecución. La segunda nota engloba puntuaciones por cinco componentes diferenciadas: la técnica básica del patinador, los movimientos de enlace entre los elementos, la ejecución del programa en general, la coreografía y la interpretación.
Un panel de 9 jueces y un equipo de especialistas técnicos evalúan el programa. Los especialistas técnicos identifican el tipo y número de rotaciones de los saltos efectuados por los patinadores y la dificultad de las secuencias de pasos y de las piruetas, lo cual determina la puntuación base del programa. Los jueces se encargan de determinar el grado de ejecución para cada elemento, en una escala de +5 a -5. Un grado de ejecución positivo significa que el elemento se ha realizado muy bien, con buena técnica y velocidad; y viceversa. El grado de ejecución no se suma directamente a la puntuación base del elemento, sino que se multiplica por un factor que varía en función de la dificultad: así, un salto triple se valora más que un salto doble de la misma calidad, independientemente del valor de base, que también es diferente. Los jueces también puntúan las componentes del programa, en una escala de 0.25 a 10. En patinaje individual y por parejas, la puntuación total de las componentes se multiplica por un factor distinto para el programa corto y el programa largo. En danza, las componentes individuales tienen distintos valores, siendo la interpretación la componente más valorada, tanto en la danza corta como en la larga. La clasificación general del patinador se decide por la suma de las puntuaciones en las dos partes de la competición.

### Otras competiciones
Las asociaciones nacionales organizan competiciones a nivel local o nacional. Estas suelen utilizar el formato y sistema de puntuación ISU, al menos para los niveles superiores. Los resultados de los campeonatos nacionales se suelen usar para decidir qué patinadores representan al país en las competiciones internacionales. También existen asociaciones de patinaje profesionales o amateur no afiliadas a la ISU, que organizan competiciones con su propio sistema de puntuación. Un ejemplo de este tipo de competición son los Campeonatos del Mundo Profesionales, celebrados en Jaca (España). Las competiciones organizadas por los Estados miembros y otras organizaciones no se limitan a las categorías y disciplinas reconocidas por la ISU. Se puede competir en las siguientes modalidades:
- Figuras.[36]
- Ballet o teatro sobre hielo. Es una forma de patinaje en grupo sin los elementos obligatorios o la estructura del patinaje sincronizado, con especial hincapié en la coreografía, trajes y el uso de los elementos del patinaje para representar una historia.[37]
- Danza individual, donde los patinadores ejecutan los mismos pasos de las danzas obligatorias en pareja, pero patinando en solitario.
- Competiciones artísticas, con énfasis en la interpretación y expresión de la música más que en la técnica. Los programas pueden ser individuales o en grupos de hasta cuatro o cinco patinadores.[38]
- Competiciones de elementos técnicos (pasos, saltos, piruetas, etc.)

## Entrenamiento
El patinaje artístico de competición requiere un intenso entrenamiento. Los patinadores de élite pueden llegar a entrenar una media de 30 horas por semana durante unas 42 semanas al año. El entrenamiento no se limita solo a la práctica en la pista de hielo, sino también incluye sesiones complementarias de actividad física y de expresión corporal, por ejemplo, danza o ballet. El entrenamiento físico fuera de la pista persigue los siguientes objetivos:

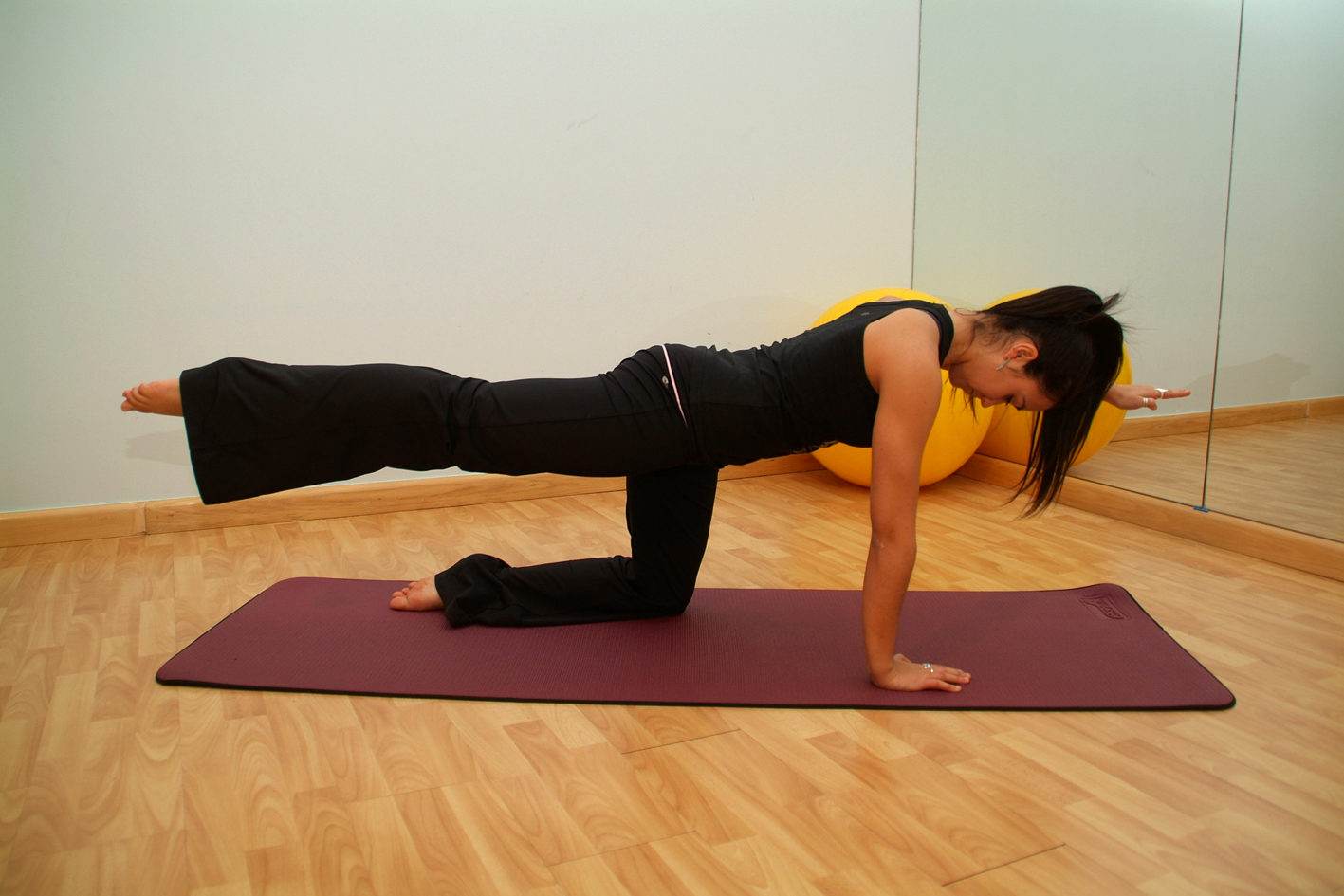
Los ejercicios del sistema Pilates, por su énfasis en el desarrollo de la musculatura profunda y del equilibrio, son considerados un buen entrenamiento para los patinadores

- Mejora del rendimiento del patinador: El patinaje moderno requiere no solo habilidad técnica y sentido de la coordinación, sino también fortaleza y resistencia física. La capacidad cardiovascular aeróbica y anaeróbica del patinador juegan un papel muy importante en la aceleración y velocidad sobre el hielo y la ejecución de elementos de alta dificultad durante su programa. El reglamento reconoce y fomenta este aspecto del deporte, recompensando los saltos y elevaciones realizados en la segunda mitad del programa libre con un 10 % extra sobre la puntuación del elemento y tomando en cuenta la velocidad del patinador en el grado de ejecución de los elementos y en la nota de componentes.
- Prevención de lesiones: El efecto de la repetición continua de ciertos movimientos, necesaria para adquirir el grado requerido de pericia técnica puede conducir a lesiones crónicas, particularmente en el caso de los saltos. Esto se puede evitar mediante el fortalecimiento de la musculatura del torso (espalda, hombros y abdomen) y de las piernas, acompañado de ejercicios para aumentar la flexibilidad. Este tipo de entrenamiento también contribuye a disminuir el riesgo de traumatismos en caso de caídas en mala postura.[40]

Un régimen de entrenamiento típico recomendado para los patinadores de alto nivel incluye:
- Ejercicio aeróbico (70 a 90 % de pulsaciones máximas) durante al menos 20-30 minutos consecutivos.
- Entrenamiento a intervalos de unos 15 a 20 minutos, intercalando períodos de actividad aeróbica con intervalos de actividad anaeróbica (85 a 95 % de pulsaciones máximas); este entrenamiento simula las condiciones en un programa de patinaje, y ayuda a disminuir la acumulación de ácido láctico en los músculos y a acelerar el periodo de recuperación tras la actividad de alta intensidad.
- Estiramientos y ejercicios de flexibilidad, antes y después de patinar y de otros ejercicios, a ser posible complementados con sesiones de ballet, yoga o Pilates.

La intensidad del entrenamiento y la cantidad de tiempo dedicado a la práctica en la pista de hielo y fuera de ella depende de la época del año, además de la edad, el nivel y objetivos del patinador. La meta es mantener el nivel de máxima forma física durante la temporada de competición, que comprende entre septiembre y diciembre para la competición a nivel nacional, y se alarga hasta el final del invierno para los competidores internacionales; El final del invierno y la primavera se dedican al descanso y al aprendizaje de elementos y programas nuevos, mientras que el periodo de entrenamiento y preparación más intenso es el verano.

## Riesgos del patinaje artístico
Como en cualquier actividad deportiva, la práctica del patinaje conlleva ciertos riesgos. Los patinadores no suelen usar cascos u otra protección en las competencias y por lo tanto hay un cierto riesgo de golpearse la cabeza al caer, lo cual suele ser la causa de conmociones y lesiones graves; en la categoría de parejas, las caídas durante las elevaciones pueden ocasionar traumatismos con consecuencias a largo plazo. Aunque con menos frecuencia, este tipo de accidente puede ocurrir también en danza y patinaje individual.
Los patinadores en pareja y danza pueden sufrir cortes con la cuchilla del compañero o ser golpeados accidentalmente durante las piruetas o el descenso de las elevaciones. Tanto los patinadores en parejas como los individuales pueden chocar con otros patinadores durante los entrenamientos.
Debido a la práctica continua del deporte durante todo el año, existe el riesgo de desarrollar lesiones crónicas por sobreentrenamiento. También se han dado casos de trastornos en la alimentación, como la anorexia o bulimia, o problemas de estrés. Sin embargo, todo esto puede evitarse si se lleva un correcto entrenamiento tanto físico como psicológico (sobre todo en etapa de competición) así como una alimentación adecuada para cada individuo.